# Alebroides simlensis
Alebroides simlensis är en insektsart som beskrevs av Irena Dworakowska 1997. Alebroides simlensis ingår i släktet Alebroides och familjen dvärgstritar. Inga underarter finns listade i Catalogue of Life.